# Couronne de Bohême
Cet article concerne l'ancienne entité territoriale. Pour la monnaie de la Bohême-Moravie sous occupation allemande pendant la Seconde Guerre mondiale, voir Couronne de Bohême-Moravie.
1348–1918
Entités précédentes :
- Royaume de Bohême
- Margraviat de Moravie
- Duché de Silésie

Entités suivantes :
- Tchécoslovaquie
- Pologne

La couronne de Bohême (en allemand : Böhmische Krone ; en tchèque : Koruna česká ; en latin : Corona regni Bohemiae) rassemblait, comme une union dynastique et féodale, les territoires du Saint-Empire romain qui étaient au Moyen Âge tardif et à l'époque moderne sous l'autorité des rois de Bohême. On peut dater sa naissance du règne du roi et empereur Charles IV, qui le premier utilisa le terme Corona regni Bohemiae en 1348 pour désigner la continuité du règne dynastique à la monarchie et la société dirigées par le souverain de Bohême. À partir de 1526, les pays de la couronne de Bohême faisaient partie intégrante de la monarchie de Habsbourg.

## Histoire
Le royaume de Bohême avec le comté de Glatz et le margraviat de Moravie étaient déjà sous la domination des Přemyslides aux XIIe siècle et XIIIe siècle. Le roi Jean Ier de Bohême, de la maison de Luxembourg, et son fils Charles IV acquirent également les duchés de Silésie et les fiefs impériaux de la Haute-Lusace. Par le traité de Trenčín conclu le 24 août 1335, le roi Casimir III de Pologne déclara renoncer officiellement à la souveraineté féodale sur la Silésie. 

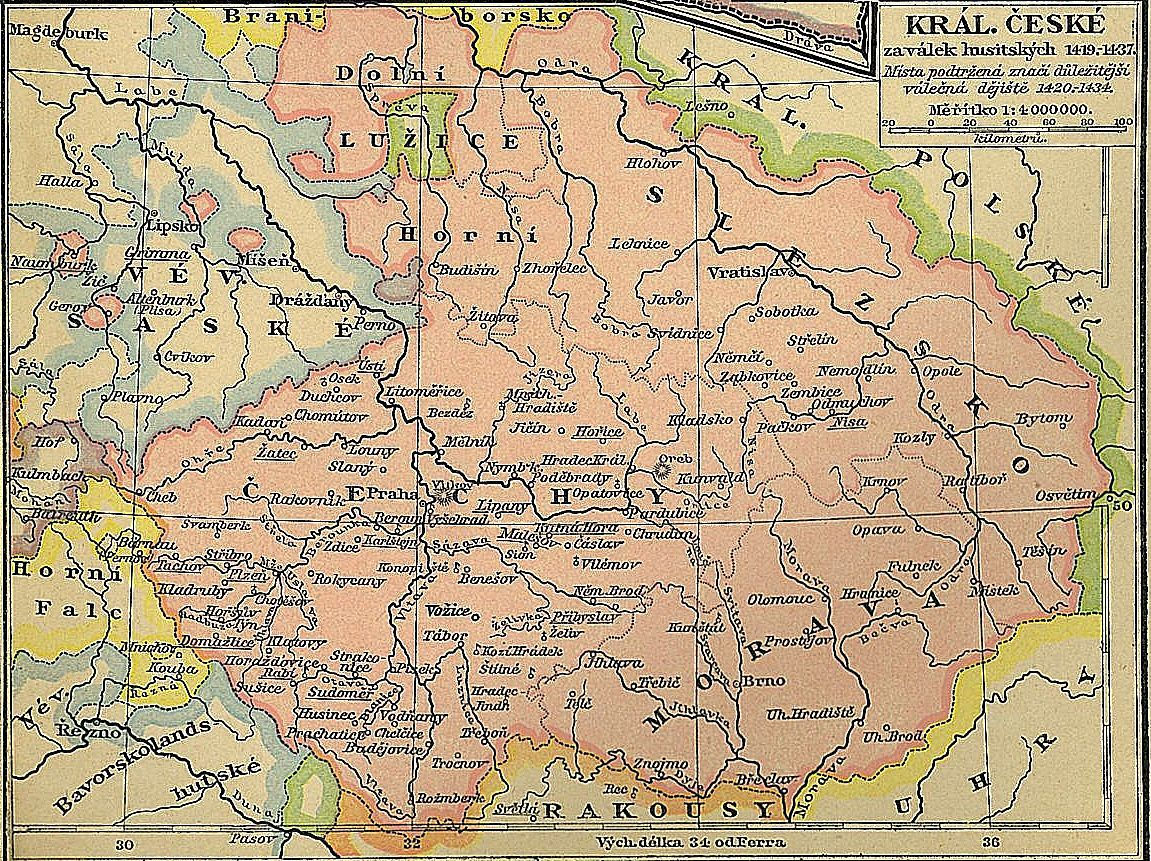
Les pays de la couronne de Bohême pendant les croisades contre les hussites au XVe siècle.

D'un point de vue institutionnel, la couronne n'était ni une union personnelle, ni une fédération. Au lieu de cela, Charles IV, couronné roi de Bohême le 2 septembre 1347, décréta que l'association de tous les pays sous sa domination devait être durable, indépendamment de la succession dynastique. Après avoir été sacré empereur des Romains, Charles IV, par la Bulle d'or en 1356, conféra aux rois de Bohême le titre de prince-électeur. En 1367, il a également acheté la marche de Lusace (Basse-Lusace) d'Othon de Wittelsbach, électeur de Brandebourg. Les croisades contre les hussites ont donné lieu aux Compactata, un accord conclu en 1436 dans lequel, pour la première fois, l'église catholique reconnaissait l'existence en matière de religion d'un « double peuple » en Bohême et Moravie. 
Après la mort de Louis Ier Jagellon à Mohács le 29 août 1526, son beau-frère l'archiduc Ferdinand d'Autriche de la maison de Habsbourg, frère cadet de l'empereur Charles Quint, est élu nouveau roi de Bohême. Il ajouta aux pays de la couronne de Bohême les pays autrichiens ainsi que le royaume de Hongrie ; son initiative fut l'origine de la monarchie de Habsbourg en Europe centrale.
Au début du XVIe siècle, la réforme protestante se répandit notamment dans la Silésie et la Basse-Lusace. En 1575, les utraquistes et les luthériens dans les pays de la couronne ont rédigé la Confessio Bohemica contre la pression de la Contre-Réforme, et ils ont obtenu la liberté religieuse octroyée par l'empereur Rodolphe II de Habsbourg avec la Lettre de Majesté du 9 juillet 1609. Néanmoins, en 1618, la révolte des nobles craignent de perdre les droits religieux culmina avec la défenestration de Prague, l'une des causes immédiates de la guerre de Trente Ans. Dans la bataille de la Montagne-Blanche, le 8 novembre 1620, les États protestants essuyèrent une terrible défaite. Pendant que la guerre continue, l'empereur Ferdinand II, par le traité de Prague en 1635, cède la Haute- et la Basse-Lusace à son ancien adversaire, le prince-électeur de Saxe, Jean-Georges Ier. 
La couronne de Bohême a perdu de plus en plus d'importance, quand en 1740, le roi de Prusse, Frédéric II fit son entrée en Silésie avec ses troupes. Deux ans plus tard, par le traité de Breslau, l'archiduchesse Marie-Thérèse cède la majeure partie de la Silésie, ainsi que le comté de Glatz au royaume de Prusse. Seule la Silésie autrichienne resta dans les pays de la couronne jusqu'en 1918. 
En 1804, les pays de la couronne de Bohême restés habsbourgeois deviennent des pays constitutifs de l'empire d'Autriche, lorsque le Saint-Empire se dissout le 6 août 1806. Après les guerres napoléoniennes et le congrès de Vienne en 1815, ils font partie de la Confédération germanique. À la suite du compromis austro-hongrois de 1867, ils appartenaient à la « Cisleithanie », la partie autrichienne de l'Empire austro-hongrois. À la fin de la Première Guerre mondiale, ils sont partagés entre la nouvelle République tchécoslovaque et la Pologne.

## Pays
En 1348, les pays de la couronne de Bohême (en tchèque země Koruny české ; en allemand Länder der Böhmischen Krone) ou pays de la couronne de saint Venceslas (en tchèque země koruny svatováclavské) comprenaient :
| Pays         | Statut     | Carte | Capitale        | Langue            | Religion                                                                             | Notes |
| ------------ | ---------- | ----- | --------------- | ----------------- | ------------------------------------------------------------------------------------ | --- |
| Bohême       | Royaume    |       | Prague          | Tchèque Allemand  | Catholique Hussite (XVe – XVIIe siècles) Anabaptiste (XVe – XVIIe siècles) Luthérien | L'ancien duché de Bohême fondé au IXe siècle sous la dynastie des Přemyslides, élevé définitivement au rang de royaume en 1198, désigné électorat du Saint-Empire en 1356.                                                                                                |
| Moravie      | Margraviat |       | Olomouc Brno    | Tchèque Allemand  | Catholique Hussite (XVe – XVIIe siècles) Anabaptiste (XVe – XVIIe siècles) Luthérien | Anciennement intégrée à la Grande-Moravie, le margraviat créé pour les branches cadettes des Přemyslides en 1182. |
| Silésie      | Duché      |       | Wrocław         | Allemand Polonais | Catholique Luthérien                                                                 | Partie du royaume de Pologne sous la dynastie des Piasts à partir de 1138, fragmenté en nombreuses principautés et, enfin, reprit par la couronne de Bohême jusqu'en 1348. Majeure partie conquise par la Prusse jusqu'en 1742, à l'exception de la Silésie autrichienne. |
| Basse-Lusace | Margraviat |       | Lübben          | Allemand Sorabe   | Catholique Luthérien                                                                 | L'ancienne marche de l'Est saxonne fondée au IXe siècle, acquise en 1367. Cédée à l'électeur de Saxe en 1635. |
| Haute-Lusace | Margraviat |       | Bautzen Görlitz | Allemand Sorabe   | Catholique Luthérien                                                                 | L'ancien pays des Milceni intégré à la marche de Misnie, rattaché à la Bohême en 1329. Cédée à l'électeur de Saxe en 1635. |